# Forsteronia elachista
Forsteronia elachista là một loài thực vật có hoa trong họ La bố ma. Loài này được S.F.Blake mô tả khoa học đầu tiên năm 1924.